# Zenei lexikon (1965)
A Zenei lexikon Szabolcsi Bence és Tóth Aladár 1930–31-es, kétkötetes (A–K: 1930, L–Z: 1931; 1935-ben pótfüzettel bővítve is kiadott), azonos című művéből továbbfejlesztett, Budapesten, a Zeneműkiadónál, 1965-ben megjelent, meghatározó jelentőségű zenei enciklopédiája. Főszerkesztője Bartha Dénes, szerkesztője Tóth Margit volt. Azonos szöveganyaggal CD-n is megjelent (Budapest, 1999).